# Dacus binotatus
Dacus binotatus är en tvåvingeart som beskrevs av Friedrich Hermann Loew 1862. Dacus binotatus ingår i släktet Dacus och familjen borrflugor. Inga underarter finns listade i Catalogue of Life.